# Srebrny Niedźwiedź za najlepszą rolę drugoplanową
Srebrny Niedźwiedź za najlepszą rolę drugoplanową (niem. Silberner Bär/Beste Schauspielerische Leistung in einer Nebenrolle) – nagroda przyznawana corocznie na Międzynarodowym Festiwalu Filmowym w Berlinie dla najlepszej roli drugiego planu w którymś spośród filmów konkursu głównego. Laureatkę lub laureata nagrody, po raz pierwszy przyznanej w 2021 roku, wybiera międzynarodowe jury konkursu głównego.
Wyróżnienie za najlepszą rolę główną i drugoplanową zastąpiło przyznawane wcześniej nagrody Srebrnego Niedźwiedzia dla najlepszego aktora oraz dla najlepszej aktorki po to, by nie różnicować aktorów ze względu na ich płeć. Berlinale było pierwszym międzynarodowym festiwalem, który zdecydował się na taki równościowy krok. Jeszcze w tym samym 2021 roku w ślad za nim podążył także MFF w San Sebastián, który również wprowadził neutralne płciowo nagrody aktorskie.

## Laureatki i laureaci Srebrnego Niedźwiedzia
| Rok  | Aktor/Aktorka   | Tytuł polski                     | Tytuł oryginalny            |
| ---- | --------------- | -------------------------------- | --------------------------- |
| 2021 | Lilla Kizlinger | Im dalej w las, tym więcej drzew | Rengeteg - mindenhol látlak |
| 2022 | Laura Basuki    | Nana                             | Nana                        |
| 2023 | Thea Ehre       | Do końca nocy                    | Bis ans Ende der Nacht      |
| 2024 | Emily Watson    | Drobiazgi takie jak te           | Small Things Like These     |
| 2025 | Andrew Scott    | Blue Moon                        | Blue Moon                   |